# Ewa Kierzkowska

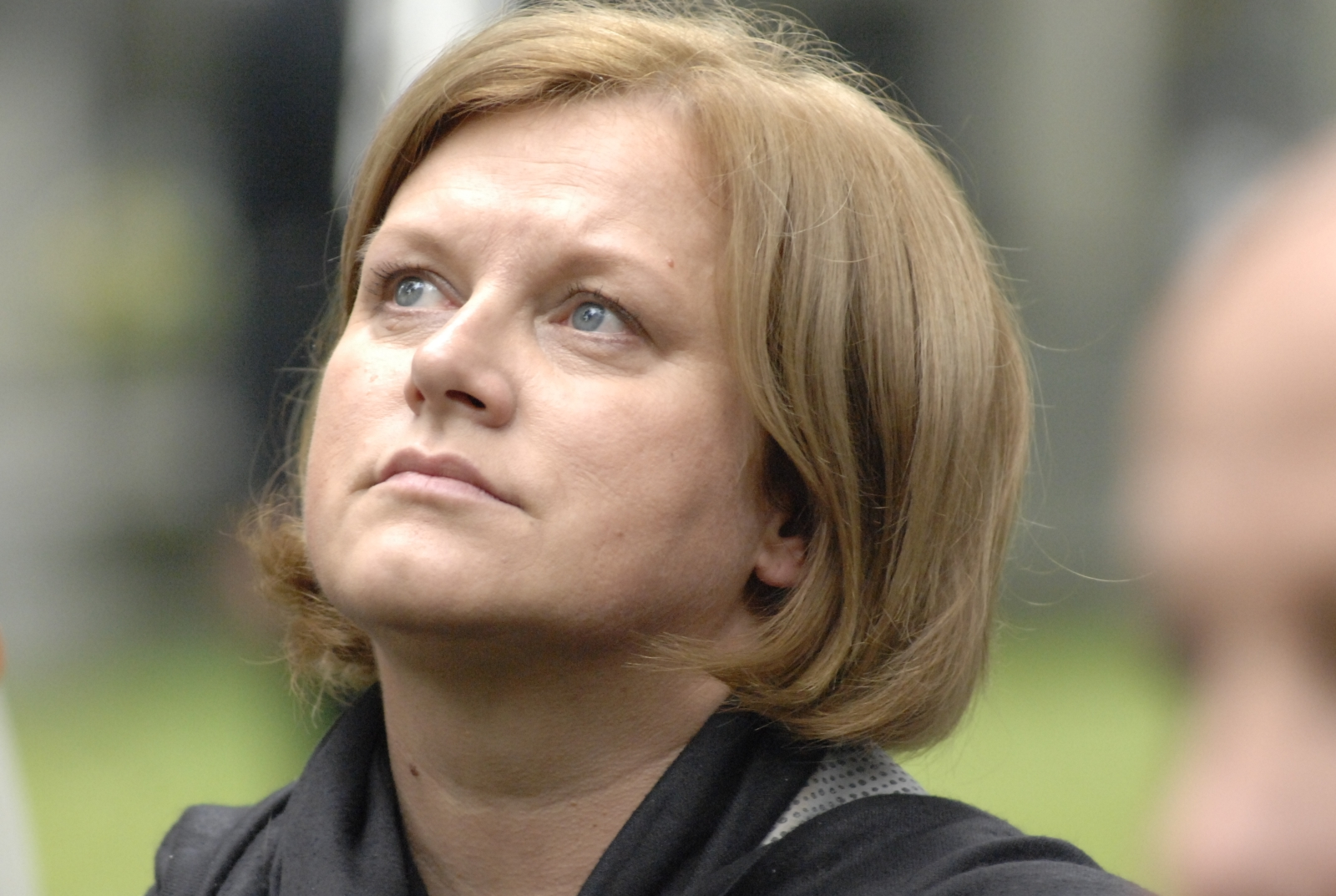
Ewa Kierzkowska (2010)

Ewa Sławomira Kierzkowska (* 28. Juni 1964 in Brodnica) ist eine polnische Politikerin. Sie war zwischen 2009 und 2011 stellvertretender Sejmmarschall des polnischen Sejm, von 2011 bis 2013 war sie Staatssekretärin in der Kanzlei des polnischen Ministerpräsidenten (Kancelaria Prezesa Rady Ministrów).